# Cambre
Cambre és un municipi de la província de la Corunya a Galícia. Pertany a la comarca de la Corunya.
| 6.722 | 7.805 | 8.011 | 9.181 | 20.919 |
| Fonts: INE i IGE (Els criteris de registre censal variaren i les dades de l'INE i de l'IGE poden no coincidir.) |       |       |       |        |

## Parròquies
| - Anceis (San Xoán) - Andeiro (San Martiño) - Brexo (San Paio) - Bribes (San Cibrán) - Cambre (Santa María) - Cecebre (San Salvador) | - Cela (San Xulián) - Meixigo (San Lourenzo) - Pravio (San Xoán) - Sigrás (Santiago) - O Temple (Santa María) - Vigo (Santa María) |

## Galeria d'imatges

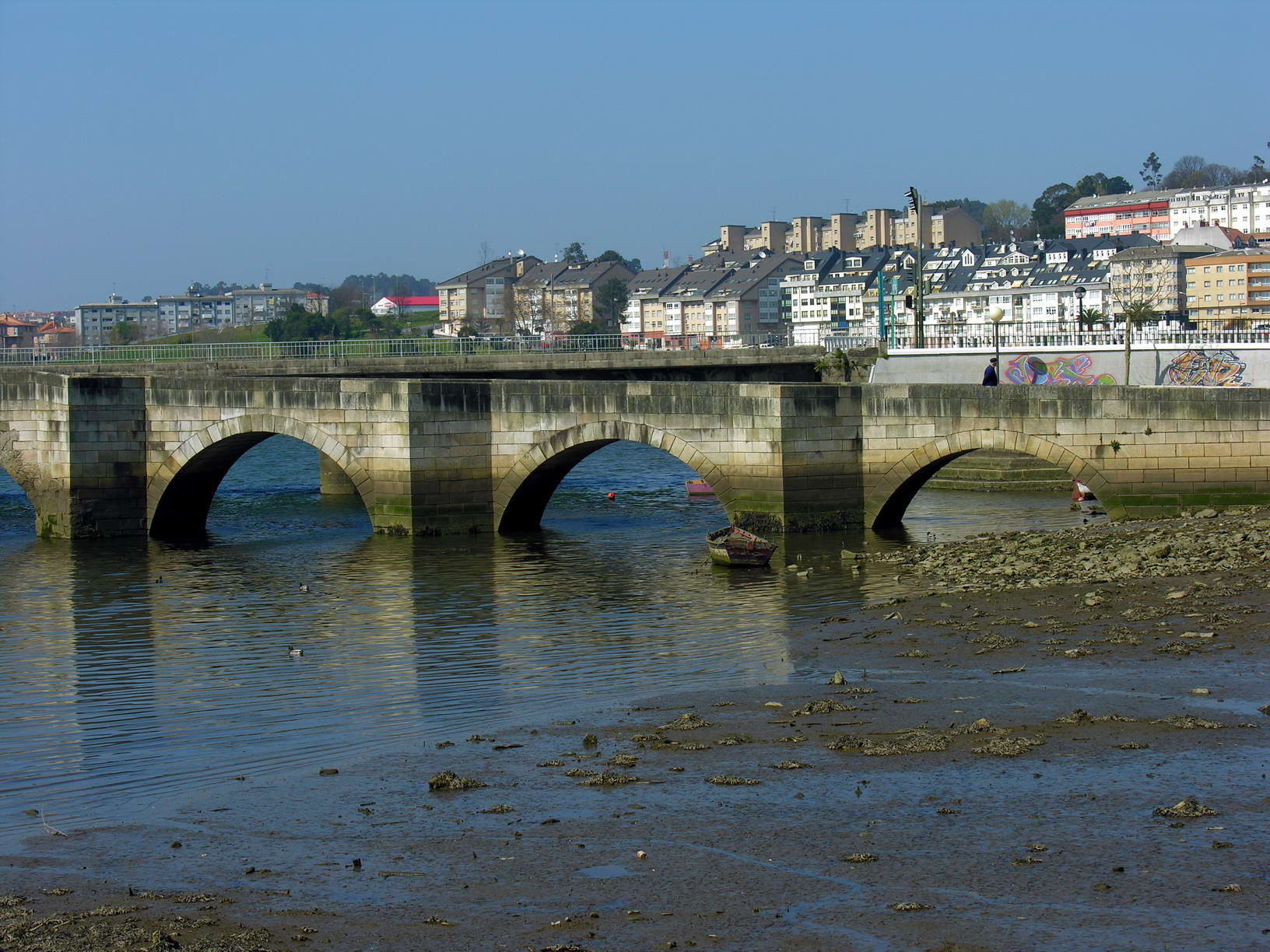
Pont de la ria d'O Burgo
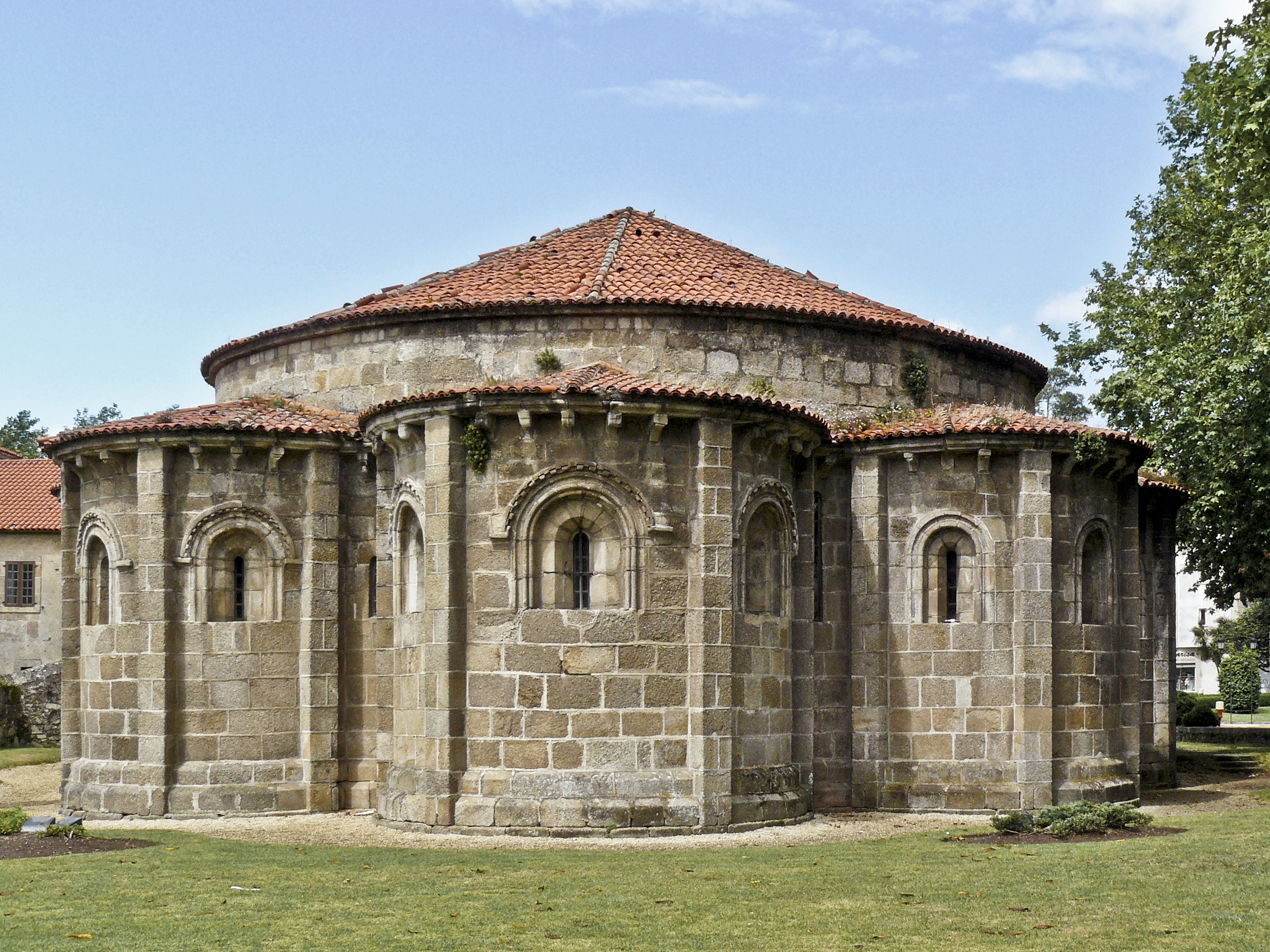
Església de Santa María de Cambre
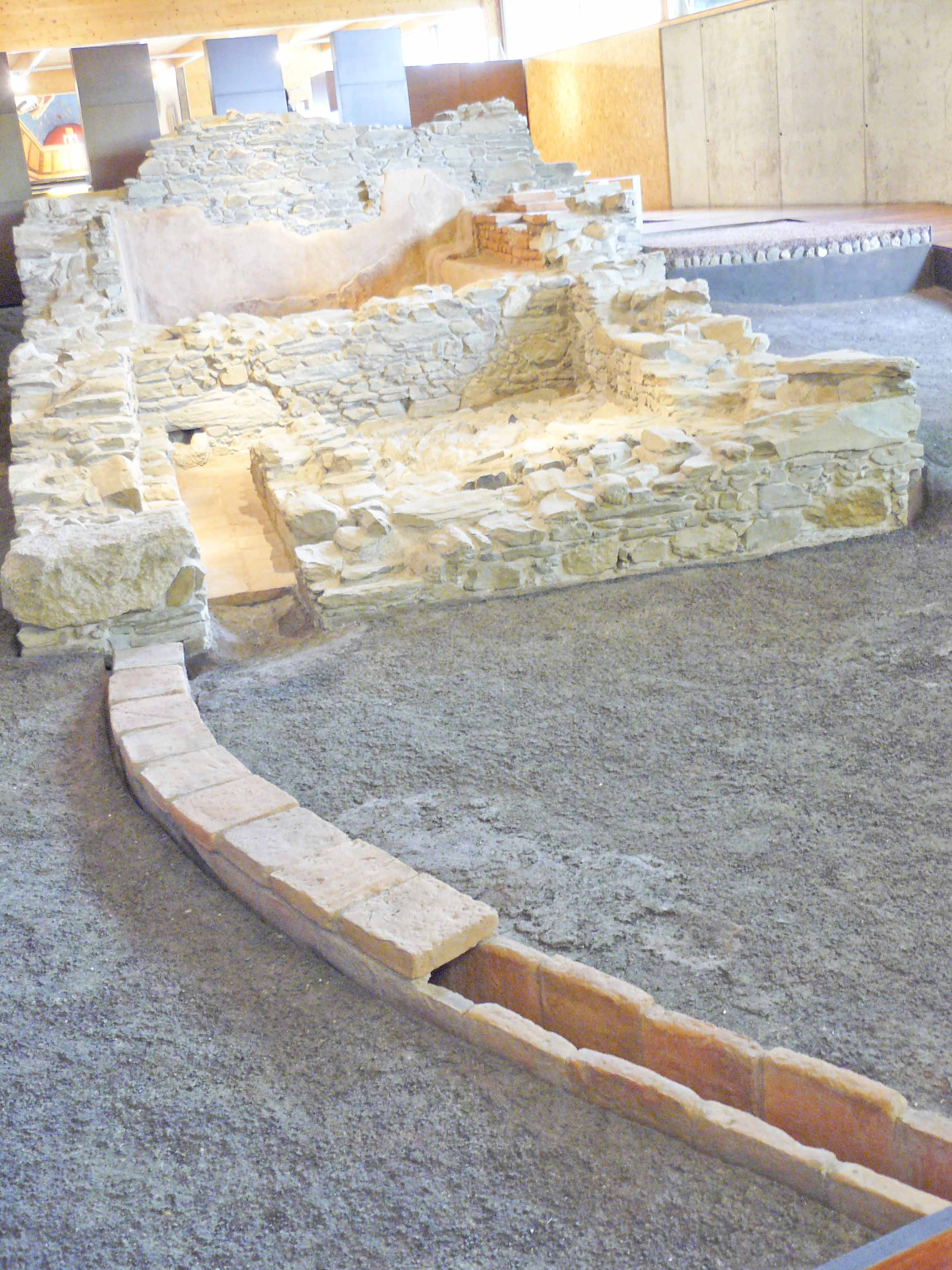
Vila romana de Cambre